# Boris Paal
Boris P. Paal (* 1974 in Stuttgart) ist ein deutscher Jurist und Hochschullehrer an der Technischen Universität München.

## Leben
Paal begann nach einem einjährigen Studium generale am Leibniz Kolleg in Tübingen zum Wintersemester 1995/96 ein Studium der Rechtswissenschaften an der Universität Tübingen. Dieses Studium beendete er 1999 mit dem Ersten Juristischen Staatsexamen in Tübingen. Danach arbeitete er wissenschaftlicher Mitarbeiter von Werner F. Ebke an der Universität Konstanz, wo Paal 2001 nach einem Forschungsaufenthalt an der New York University zum Dr. jur. promovierte. Im August desselben Jahres erwarb er den Titel „Magister iuris“ am Magdalen College der University of Oxford. Für sein Referendariat, das er im Bezirk des Oberlandesgerichts Düsseldorf ableistete, kehrte er nach Deutschland zurück. 2003 legte Paal sein Zweites Staatsexamen ab. Danach kehrte Paal als wissenschaftlicher Assistent an den Konstanzer Lehrstuhl von Ebke zurück, um sich seiner Habilitation zu widmen. Zusammen mit Ebke wechselte Paal 2004 an die Universität Heidelberg, wo er 2009 seine Habilitation abschloss. Damit wurde ihm die venia legendi für die Fächer Bürgerliches Recht, Handels- und Wirtschaftsrecht, Internationales Privatrecht und Medienrecht verliehen.
Im Sommersemester 2009 vertrat Paal den Lehrstuhl für Zivilrecht mit Informationsrecht, Medienrecht und Internetrecht an der Universität Freiburg. Ab dem Wintersemester 2009/10 war er Inhaber dieses Lehrstuhls. Im Dezember 2010 wurde sein Lehrstuhl in „Lehrstuhl für Zivil- und Wirtschaftsrecht, Medien- und Informationsrecht“ umbenannt. Von 2012 bis 2014 war Paal Studiendekan und von 2016 bis 2018 Dekan der Freiburger rechtswissenschaftlichen Fakultät. 2016 lehnte er einen Ruf an die Universität Hannover ab. Zum 1. April 2021 wechselte Paal an die Juristenfakultät der Universität Leipzig. Er baut dort den Lehrstuhl für Bürgerliches Recht und Daten-, Informations- und Medienrecht sowie das zugehörige Institut für Medien- und Datenrecht sowie das Recht der Digitalisierung auf. Zum September 2023 wechselte er dann an die Technische Universität München, damit folgte er einem Ruf als Professor für Law and Regulation of the Digital Transformation.
Paals Forschungsschwerpunkte liegen vor allem im nationalen und internationalen Privat- und Wirtschaftsrecht, dem Medien-, Datenschutz- und Informationsrecht und dem Kartell- und Lauterkeitsrecht.
Von 2020 bis 2023 war Paal Richter im Nebenamt am Landgericht Hamburg. Seit 1. Juni 2021 ist er zusätzlich als Of Counsel in einer Rechtsanwaltskanzlei tätig, die auf Datenschutzrecht spezialisiert ist. Überdies ist Paal seit 2023 Wissenschaftlicher Beirat eines Legal-Tech-Unternehmens, das die Tätigkeit des Datenschutzbeauftragten digitalisiert.

## Veröffentlichungen (Auswahl)
- Rechnungslegung und DRSC. Nomos, Baden-Baden 2001, ISBN 978-3-7890-7406-6. (Dissertation)
- Medienvielfalt und Wettbewerbsrecht. Mohr Siebeck, Tübingen 2010, ISBN 978-3-16-150246-0. (Habilitationsschrift)
- Bert Droste-Franke, Boris Paal et al.: Balancing Renewable Electricity: Energy Storage, Demand Side Management, and Network Extension from an Interdisciplinary Perspective. Springer, Heidelberg 2012, ISBN 978-3-642-25156-6.
- Suchmaschinen, Marktmacht und Meinungsbildung. Nomos, Baden-Baden 2012, ISBN 978-3-8329-7831-0.
- Leistungs- und Investitionsschutz für Sportveranstalter - Bestandsaufnahme, Analyse und Folgerungen. Nomos, Baden-Baden 2014, ISBN 978-3-8487-1025-6.